# 何國威 (插畫師)
何國威，原名何各偉(英語：Thomas Ho；1968年—2018年8月26日），外號「馬屎」，是一位香港插畫師，生前曾積極參與社會運動。何國威約於1997年曾罹患鼻咽癌，治癒後一直沒有復發。2018年8月26日早上，他在家中猝逝，終年50歲。

## 作品特色
何國威的插畫特色風格靈活多變，擅長以實景配合細膩、色彩悅目的動漫畫風，尤擅於繪畫人像。他曾與香港多家企業合作，屢有獲獎。香港插畫家Tom Lau讚揚他是自己從事插畫工作三十年來，在香港所見過「畫人及描繪能力最高的人」。其著名作品包括：元氣壽司的插畫，及2017年為香港鐵路的列車車廂及車站範圍繪製的一系列充滿漫畫風格的海報。

### 榮譽
- 1993年，獲得 MEDIA Asian Advertising Awards。
- 2012年，以香港迪士尼樂園繪畫的灰熊山谷冒險之旅廣告作品，獲金帆廣告大獎。
- 2013年，以冠珍醬園的廣告作品，獲金帆廣告大獎。[5]

## 社運
何國威生前積極參與香港的社會運動，2014年雨傘運動期間是佔領區的常客；亦曾在網上發聲，包括貼出舉起「我願意當證人；我佔領，煽惑我的是﹕人大831決定，梁振英施政，制度破壞，自由受壓」標語的照片等。他也是「511傘下支援組」專頁標誌的設計者。

## 外部連結
- MASK Illustration 官方網頁（页面存档备份，存于）
- MASK Illustration 面書 （页面存档备份，存于）
- 511傘下支援組 面書 （页面存档备份，存于）